# Walter Buchberger
Walter Buchberger,né le 30 novembre 1895 et décédé à une date inconnue, est un ancien sauteur à ski et spécialiste du combiné nordique tchécoslovaque. 

## Biographie
Lors des jeux olympiques d'hiver de 1924 à Chamonix, il se classe 7e de l'épreuve de combiné nordique ce qui est considéré comme une performance inattendue . En 1928, il se classe 18e de l'épreuve de combiné nordique.

## Résultats

### Jeux olympiques
| Épreuve / Édition | Épreuve / Édition | Chamonix 1924 | Saint Moritz 1928 |
| ----------------- | ----------------- | ------------- | ----------------- |
| Combiné nordique  | Combiné nordique  | 7e            | 18e               |

### Championnats du monde de ski nordique
| Épreuve / Édition | Épreuve / Édition | Janské Lázně 1925 |
| ----------------- | ----------------- | ----------------- |
| Ski de fond       | 18 km             | 32e               |
| Saut à ski        | Saut à ski        | Abandon           |